# Battaglia di L'Aiguillon
La battaglia di L'Aiguillon è stata una battaglia della quarta guerra di Vandea combattuta il 19 maggio 1815 tra L'Aiguillon-sur-Mer e L'Aiguillon-sur-Vie.

## La battaglia
Il 9 maggio, la fregata britannica L'Astree giunse sulla costa della Vandea, con a bordo Louis de La Rochejaquelein e il suo esercito. Il 14 maggio, 800 vandeani al comando di Robert presero possesso di Saint-Jean e di Notre-Dame du Mont, in cui 50 gendarmi e guardie doganali erano disarmati, ma soprattutto presero Croix-de-Vie e Saint-Gilles-sur-Vie. Tra il 14 e il 16 maggio sbarcarono sulla costa 2 000 fucili e un milione di munizioni, scontrandosi solo con un centinaio di guardie doganale che vennero respinte con facilità.
Il 17 maggio Louis de La Rochejaquelein viene raggiunto da suo cugino Pierre Constant de Suzannet alla testa di 4 000 uomini, i vandeani caricarono quindi alcune armi e munizioni su dei carri e li portarono nel bocage. Nel frattempo, il generale imperiale Jean-Pierre Travot viene avvertito dell'invasione e riunì compagnie del 15º, 26º e 65º reggimento di fanteria di linea, oltre a gendarmi e uno squadrone di cacciatori vandeani, quindi intercetta i vandeani, a mezzogiorno del 19 maggio nei pressi di L'Aiguillon con l'intenzione di bloccare il convoglio.
Il convoglio è comandato da Nicollon Desabayes, un ufficiale di Suzannet, che aveva con sé alcuni uomini per scortare i carri. Secondo le memorie di Simon Canuel, aveva meno uomini rispetto agli imperiali, ma nonostante ciò riuscì a resistere abbastanza a lungo da permettere la fuga del convoglio, venendo sconfitto solo dopo due ore di combattimento sotto gli attacchi dei tiratori del generale Étienne Estève. Sempre secondo Canuel, solo pochi barili caddero nelle mani di Travot che «si vantava di aver intercettato un gran numero di carri». Travot, tra l'altro, ingigantirà questo scontro, sostenendo di aver affrontato tutto l'esercito vandeano, forte dei 4 000 - 5 000 uomini al comando di La Rochejaquelein e Suzannet.
Riguardo alle perdite Travot scrisse così nel suo rapporto:

«Il nemico andò completamente in rotta. Lasciato sul campo più di 200 morti, e doveva aver avuto un gran numero di feriti. Ho comandato di prendere dei prigionieri. Sono stato informato di averne presi circa una ventina. Dopo avergli mostrato come eravamo generosi nei loro confronti, li ho mandati a casa. Mi auguro che il loro ritorno indebolirà il giudizio sfavorevoli che quelle persone si sono fatti delle truppe dell'imperatore. Ho un rammarico circa 14 morti e 40 feriti. Di questi molti sono giovani della Vandea che avevo inquadrato come cacciatori a cavallo.».
Invece Simon Canuel scrisse nel suo diario:

«Desabayes uccise molte persone, invece da parte sua aveva solo pochi uomini morti e diversi feriti, tra questi ultimi c'erano anche Demarans e de Puytesson, entrambi emigrati.».